# Arctosa alluaudi
Arctosa alluaudi là một loài nhện trong họ Lycosidae.
Loài này thuộc chi Arctosa. Arctosa alluaudi được Guy miêu tả năm 1966.